# Voleibol nos Jogos Olímpicos de Verão de 1980 - Feminino
O torneio feminino de voleibol nos Jogos Olímpicos de Verão de 1980 foi realizado na Luzhniki Small Sports Arena, Moscou, entre 30 de julho e 7 de agosto e organizado pela Federação Internacional de Voleibol (FIVB) em conjunto com o Comitê Olímpico Internacional (COI).

## Medalhistas
A União Soviética foi campeã olímpica de voleibol, derrotando a Alemanha Oriental na final. A Bulgária ganharam o bronze frente à Hungria.
|  | URS União Soviética |  | GDR Alemanha Oriental |  | BUL Bulgária |
|  | Nadejda Radzevich Nataliya Razumova Olga Solovova Yelena Akhaminova Yelena Andreyuk Irina Makogonova Lyubov Kozyreva Svetlana Nikishina Lyudmila Chernyshova Svetlana Badulina Lidiya Loginova Larisa Pavlova |  | Ute Kostrzewa Andrea Heim Annette Schultz Christine Mummhardt Heike Lehmann Barbara Czekalla Karla Roffeis Martina Schmidt Anke Westendorf Karin Püschel Brigitte Fetzer Katharina Bullin |  | Tanya Dimitrova Valentina Ilieva Silviya Petrunova Anka Khristolova Verka Borisova Rumyana Kaisheva Maya Georgieva Tanya Ayshinova Tsvetana Bozhurina Rositsa Dimitrova Galina Stancheva Margarita Gerasimova |

## Qualificação
| Torneio de qualificação          | Data                               | Sede       | Vagas | Qualificados      |  |
| -------------------------------- | ---------------------------------- | ---------- | ----- | ----------------- |  |
| País-sede                        | 23 de outubro de 1974              | Viena      | 1     | União Soviética   |  |
| Jogos Olímpicos de 1976          | 19–30 de julho de 1976             | Montreal   | 1     | Japão             |  |
| Campeonato Mundial de 1978       | 25 de agosto–7 de setembro de 1978 | Leningrado | 1     | Cuba              |  |
| Campeonato Asiático de 1979      | 7–14 de dezembro de 1979           | Hong Kong  | 1     | China             |  |
| Campeonato Europeu de 1979       | 5–13 de outubro de 1979            | Lyon       | 1     | Alemanha Oriental |  |
| Campeonato da NORCECA de 1979    | 22–29 de abril de 1979             | Havana     | 1     | Estados Unidos    |  |
| Campeonato Sul-americano de 1979 | 22–26 de abril de 1979             | Argentina  | 1     | Peru              |  |
| Qualificatório Mundial           | 20–24 de janeiro de 1980           | Pazardzhik | 1     | Romênia           |  |
| Wild card                        | 20–24 de janeiro de 1980           | Pazardzhik | 1     | Brasil            |  |
| Wild card                        | 20–24 de janeiro de 1980           | Pazardzhik | 1     | Bulgária          |  |
| Wild card                        | 20–24 de janeiro de 1980           | Pazardzhik | 1     | Hungria           |  |
| Total                            |                                    |            | 8     |                   |  |

## Composição dos grupos
| Grupo A           | Grupo B  |
| ----------------- | -------- |
| Cuba              | Brasil   |
| Alemanha Oriental | Bulgária |
| Peru              | Hungria  |
| União Soviética   | Romênia  |

## Fase de grupos
Na fase de grupos, as seleções jogaram entre si repartidas em dois grupos de quatro equipas cada. Os dois melhores apuraram-se para as semifinais.
- Placar de 3–0 ou 3–1: 3 pontos para o vencedor, nenhum para o perdedor;
- Placar de 3–2: 2 pontos para o vencedor, 1 para o perdedor.

### Grupo A
|  | Equipes classificadas para as semifinais |

|     |                   |     | Jogos | Jogos | Jogos | Resultados | Resultados | Resultados | Resultados | Resultados | Resultados | Sets | Sets | Sets  | Pontos | Pontos | Pontos |
| Pos | Equipe            | Pts | T     | V     | D     | 3–0        | 3–1        | 3–2        | 2–3        | 1–3        | 0–3        | V    | P    | R     | V      | P      | R      |
| --- | ----------------- | --- | ----- | ----- | ----- | ---------- | ---------- | ---------- | ---------- | ---------- | ---------- | ---- | ---- | ----- | ------ | ------ | ------ |
| 1   | União Soviética   | 9   | 3     | 3     | 0     | 1          | 2          | 0          | 0          | 0          | 0          | 9    | 2    | 4.500 | 153    | 99     | 1.545  |
| 2   | Alemanha Oriental | 5   | 3     | 2     | 1     | 0          | 1          | 1          | 0          | 1          | 0          | 7    | 6    | 1.167 | 166    | 160    | 1.038  |
| 3   | Cuba              | 3   | 3     | 1     | 2     | 1          | 0          | 0          | 0          | 1          | 1          | 4    | 6    | 0.667 | 117    | 117    | 1,000  |
| 4   | Peru              | 1   | 3     | 0     | 3     | 0          | 0          | 0          | 1          | 1          | 1          | 3    | 9    | 0.333 | 108    | 168    | 0.643  |

Ordenamento da classificação: 1) Número de vitórias; 2) Pontos; 3) Razão de sets; 4) Razão de pontos; 5) Confronto direto.
- 21 de julho

|                   |     |      |                        |  |
| Alemanha Oriental | 3-1 | Cuba | 15-11 15-13 10-15 15-4 |  |
| União Soviética   | 3-1 | Peru | 15-2 7-15 15-4 15-9    |  |

- 23 de julho

|                 |     |                   |                       |  |
| Cuba            | 3-0 | Peru              | 15-6 15-5 15-6        |  |
| União Soviética | 3-1 | Alemanha Oriental | 15-5 10-15 16-14 15-6 |  |

- 25 de julho

|                   |     |      |                              |  |
| Alemanha Oriental | 3-2 | Peru | 15-10 15-17 11-15 15-10 15-9 |  |
| União Soviética   | 3-0 | Cuba | 15-6 15-13 15-10             |  |

### Grupo B
|  | Equipes classificadas para as semifinais |

|     |          |     | Jogos | Jogos | Jogos | Resultados | Resultados | Resultados | Resultados | Resultados | Resultados | Sets | Sets | Sets  | Pontos | Pontos | Pontos |
| Pos | Equipe   | Pts | T     | V     | D     | 3–0        | 3–1        | 3–2        | 2–3        | 1–3        | 0–3        | V    | P    | R     | V      | P      | R      |
| --- | -------- | --- | ----- | ----- | ----- | ---------- | ---------- | ---------- | ---------- | ---------- | ---------- | ---- | ---- | ----- | ------ | ------ | ------ |
| 1   | Bulgária | 6   | 3     | 2     | 1     | 1          | 1          | 0          | 0          | 1          | 0          | 7    | 4    | 1.750 | 138    | 114    | 1.211  |
| 2   | Hungria  | 6   | 3     | 2     | 1     | 0          | 1          | 1          | 1          | 0          | 0          | 8    | 6    | 1.333 | 161    | 170    | 0.947  |
| 3   | Romênia  | 4   | 3     | 2     | 1     | 0          | 0          | 2          | 0          | 1          | 0          | 7    | 7    | 1,000 | 157    | 153    | 1.026  |
| 4   | Brasil   | 2   | 3     | 0     | 3     | 0          | 0          | 0          | 2          | 0          | 1          | 4    | 9    | 0.444 | 152    | 171    | 0.889  |

Ordenamento da classificação: 1) Número de vitórias; 2) Pontos; 3) Razão de sets; 4) Razão de pontos; 5) Confronto direto.
- 21 de julho

|          |     |         |                             |  |
| Bulgária | 3-1 | Roménia | 15-9 7-15 15-5 15-4         |  |
| Hungria  | 3-2 | Brasil  | 17-15 9-15 15-12 6-15 15-12 |  |

- 23 de julho

|          |     |         |                            |  |
| Roménia  | 3-2 | Hungria | 5-15 15-03 15-5 10-15 15-9 |  |
| Bulgária | 3-0 | Brasil  | 15-7 15-9 15-12            |  |

- 25 de julho

|         |     |          |                            |  |
| Roménia | 3-2 | Brasil   | 10-15 9-15 15-6 15-13 15-6 |  |
| Hungria | 3-1 | Bulgária | 8-15 15-9 15-7 15-10       |  |

## Fase final
Na fase final as seleções disputaram, no máximo, mais três jogos (para as equipas que discutiram as medalhas), em formato de eliminatória.
|  | Semifinal         | Semifinal         |   |             | Final               | Final |  |
|  |                   |                   |   |             |                     |       |  |
|  | 27 de julho       |                   |   |             |                     |       |  |
|  | União Soviética   | 3                 |   |             |                     |       |  |
|  | Hungria           | 0                 |   |             |                     |       |  |
|  |                   |                   |   |             |                     |       |  |
|  |                   |                   |   |             | 29 de julho         |       |  |
|  |                   |                   |   |             | União Soviética     | 3     |  |
|  |                   | Alemanha Oriental | 1 |             |                     |       |  |
|  |                   |                   |   |             |                     |       |  |
|  |                   |                   |   |             |                     |       |  |
|  |                   |                   |   |             | Disputa pelo bronze |       |  |
|  | 27 de julho       | 27 de julho       |   | 29 de julho | 29 de julho         |       |  |
|  | Alemanha Oriental | 3                 |   | Bulgária    | 3                   |       |  |
|  | Bulgária          | 2                 |   |             | Hungria             | 2     |  |

Semifinais
- 27 de julho — semi-finais

|                   |     |          |                            |  |
| Alemanha Oriental | 3-2 | Bulgária | 15-10 12-15 15-9 7-15 15-6 |  |
| União Soviética   | 3-0 | Hungria  | 15-11 15-13 15-2           |  |

- 27 de julho — disputa pelo 5º lugar

|      |     |         |                  |  |
| Peru | 3-0 | Roménia | 15-12 15-9 15-11 |  |
| Cuba | 3-0 | Brasil  | 15-2 15-5 15-6   |  |

Finais
- 29 de julho — jogo de classificação 7-8

|        |     |         |                  |  |
| Brasil | 3-0 | Roménia | 15-8 15-12 15-12 |  |

- 29 de julho — jogo de classificação 5-6

|      |     |      |                      |  |
| Cuba | 3-1 | Peru | 15-9 15-7 12-15 15-5 |  |

- 29 de julho — jogo de classificação 3-4

|          |     |         |                           |  |
| Bulgária | 3-2 | Hungria | 15-5 13-15 6-15 15-4 15-8 |  |

- 29 de julho — final

|                 |     |                   |                        |  |
| União Soviética | 3-1 | Alemanha Oriental | 15-12 11-15 15-13 15-7 |  |

## Classificação final
Esta foi a classificação final do torneio:
| Pos.              | Equipe            |
| ----------------- | ----------------- |
| Medalha de ouro   | União Soviética   |
| Medalha de prata  | Alemanha Oriental |
| Medalha de bronze | Bulgária          |
| 4                 | Hungria           |
| 5                 | Cuba              |
| 6                 | Peru              |
| 7                 | Brasil            |
| 8                 | Romênia           |